# 2536 Kozyrev
A 2536 Kozyrev (ideiglenes jelöléssel 1939 PJ) a Naprendszer kisbolygóövében található aszteroida. Grigory Neujmin fedezte fel 1939. augusztus 15-én.
A kisbolygót Nyikolaj Alekszandrovics Kozirev orosz csillagászról nevezték el.